# Ноель (фільм, 2019)
Ноель (англ. Noelle) — американський різдвяний фільм 2019 року режисера Марка Лоуренса, знятий для кінокомпанії Walt Disney Pictures.

## Сюжет
Кріс Крінгл, який багато років вживався в роль Санта-Клауса, вирішує піти у відставку, щоб відпочити й дозволити новому поколінню замінити його. І незабаром Кріс повідомляє про те, що кермо влади він передасть своєму синові Ніку. Однак той не надто впевнений у своїх силах і через це насилу витримує проблеми, що навалилися на нього.
Коли Ноель, сестра Ніка, зауважує, що брат перебуває у стресовій ситуації, вона пропонує йому відпочити й взяти хоча б один вихідний. Нік погоджується. Ноель стає його заміною. Однак для неї ця роль ще складніша через те, що вона ніколи не була за межами Північного полюса, де провела все своє життя. Ситуація стає критичною в той момент, коли Ноель дізнається, що Нік не збирається повертатися. І тепер їй доводиться вирушити на його пошуки, щоб переконати, що Різдво без нього буде зруйноване. А в цей час їхній брат збирається перетворити майстерню Санти на службу доставки.

## У ролях
| Актор             | Роль                                                    |
| ----------------- | ------------------------------------------------------- |
| Анна Кендрік      | Ноель Клаус (донька Кріса)                              |
| Оклі Бул          | Ноель в дитинстві                                       |
| Тейлор Бедфорд    | Ноель в підлітковому віці                               |
| Білл Гейдер       | Нік Крінгл (син Кріса, брат Ноель і 23-й Санта)         |
| Овен Ваккаро      | Нік в підлітковому віці                                 |
| Ширлі Маклейн     | ельфійка Поллі (няня Ноель)                             |
| Кінгслі Бен-Адір  | Джейк Гепман (приватний детектив, з яким дружить Ноель) |
| Біллі Айхнер      | Габріель Крінгл (двоюрідний брат Ноель і Ніка)          |
| Джулі Гагерті     | місіс Крінгл (мати Ноель і Ніка)                        |
| Джей Бразо        | Кріс Крінгл (батько Ноель і Ніка, 22-й Санта)           |
| Діана Марія Ріва  | Гелен Рохас (менеджерка торгового центру)               |
| Рон Фунчес        | ельф Мортімер                                           |
| Майкл Гросс       | старший ельф Абе (старійшина ельфів)                    |
| Чела Горсдел      | доктор Шеллі Сассман                                    |
| Анна Ван Гуфт     | ельфійка Мері                                           |
| Берджесс Дженкінс | Ден                                                     |
| Джейсон Антун     | Омар                                                    |
| Шейлі Менсфілд    | Мішель                                                  |

## Виробництво
11 січня 2017 року було оголошено, що Анна Кендрік зіграє головну роль доньки Санта Клауса, Ноель, а сценаристом і режисером фільму стане Марк Лоуренс, а продюсером — Сюзанна Тодд для Walt Disney Pictures. У липні 2017 року до акторського складу приєднався Білл Гейдер. У вересні 2017 року до акторського складу приєдналися Біллі Айхнер і Ширлі Маклейн.